# Hōki-ryū
L'Hōki-ryū (伯耆流' (Hōki-ryū?) in kanji) è una koryū ("scuola antica") giapponese di arti marziali con la spada, fondata nel tardo periodo Muromachi da Katayama Hōki-no-kami Fujiwara Hisayasu (片山伯耆守藤原久安) (1575-1650).

## Storia
La scuola fu fondata da Katayama Hoki no Kami Fujiwara Hisayasu, uno degli allievi anziani del maestro Hayashizaki, (sebbene il suo nome non compaia mai nei documenti della famiglia Katayama) che ereditò alcune tecniche addizionali da suo zio, Shoan.
Si tramanda che il nome originale della scuola di Hisayasu sia stato Ikkan-ryū (一貫流), sebbene nei documenti famigliari non compaia mai questa denominazione. Si tramanda ancora che nel quinto anno dell'era Bunroku (1596), Hisayasu si recò al tempio di Atago, vicino a Kyoto, per sette giorni e sette notti di preghiere e di ritiro spirituale; l'ultima notte ricevette una illuminazione divina sul significato del carattere "kan". Sebbene questo avvenimento sia entrato a far parte della leggenda della scuola, non trova però riscontro nei documenti originali della famiglia Katayama i quali, pur riportando l'esperienza dell'eremitaggio spirituale nel tempio Atago, raccontano che Hisayasu sognò un colloquio con un vecchio saggio dal quale ricevette alcune istruzioni marziali correlate al principio "futo no kane" (copia dell'archivio Katayama, conservato nel museo Chokokan di Iwakuni, è in possesso dell'Isononami Dojo di Ascoli Piceno).
In seguito la scuola fu conosciuta sotto nomi diversi, come Katayama Hoki Ryu, Batto Hoki Ryu; in famiglia era nota solo come Katayama Ryu, Al giorno d'oggi è generalmente conosciuta come Hoki Ryu. Come è tipico della maggior parte delle scuole, si sono anche sviluppate diverse ha o rami.
Sembra che la scuola originaria Hoki Ryu (Ikkan Ryu o talvolta solo Kan Ryu) sia stata un sistema complesso che comprendeva nei suoi insegnamenti kenjutsu, iaijutsu, bōjutsu, jojutsu. Fino al secondo dopoguerra nella famiglia Hoshino di Kumamoto venivano insegnate numerose tecniche di spada, molte in coppia tipiche della scuola madre Katayama-ryu. 
Recentemente il curriculum tecnico del jujutsu è stata “ricreato” dal Maestro Nakashima Atsumi di Iwakuni, sulla base di numerosi documenti che sono stati conservati fino ai tempi odierni nella famiglia Katayama. Come accadeva spesso, sembra che la scuola si sia divisa ad un certo punto nel passato o forse, più verosimilmente, che abbia un po' alla volta abbandonato alcune sezioni del suo curriculum. Dai suddetti documenti emerge chiaramente che la scuola di jujutsu della Hoki Ryu conteneva tecniche per affrontare avversari armati di spada ed anche in armatura.
Al giorno d'oggi, tuttavia, in molte  linee dello Iai Hoki Ryu, le tecniche relative al kenjutsu e al jujutsu sono andate per lo più perdute.
La scuola madre Katayama Ryu continua ad essere regolarmente praticata in Giappone ed Europa, grazie agli insegnamenti di Yuji Wada sensei di Osaka, allievo del defunto Niwata Yoshiho che aveva studiato il curriculum di iai e kenjutsu con un menkyo kaiden allievo dell'ultimo capofamiglia Katayama Busuke, 9ª generazione.
Oggi, lo Iaido/Iaijutsu di Hoki Ryu è l'insegnamento più ampiamente diffuso, anche se il numero totale di praticanti è di gran lunga inferiore a quello dei praticanti di scuole più popolari come Eishin Ryu e Muso Shinden Ryu. In Italia la linea didattica più diffusa è quella denominata Nakazono-ha che fa riferimento al Maestro K. Kumai Hanshi, con gruppi consolidati e strutturati da anni ad Ascoli Piceno, Roma, Brescia, Milano, Palermo, Trieste, centri nei quali operano insegnanti tecnici abilitati e riconosciuti. Una delle principali organizzazioni che fa riferimento a questa linea è l'Istituto Iaido Italia.

## Tecniche peculiari
Due tecniche in particolare differenziano l'Hoki Ryu dalle altre tradizioni di estrazione della spada attualmente praticate in Giappone: il kamae chiamato Garyu e l'uso dell'azione di affondo chiamata Soete-tsuki. Inoltre le estrazioni tendono a essere molto più veloci di quelle ad esempio della Muso Shinden Ryu, e le tecniche spesso sono ideate per essere eseguite a distanza molto breve. Per esempio, in un esercizio gli allievi sono situati a circa 60 cm di fronte ad un muro e devono allenarsi nell'estrazione senza colpire la parete.
La tecnica Soete-tsuki  è un affondo rinforzato usando la mano sinistra posata sul dorso della lama, o mune, eseguito a breve distanza, dove l'affondo tradizionale a due mani sarebbe difficile se non impossibile. Tutti quelli che hanno familiarità con la Zen Nihon Kendo Renmei conoscono il kata Soete Tsuki, dato che è alla base della nona tecnica, con uguale nome.
La caratteristica che più di tutte distingue la Hoki Ryu è Garyu no kamae. Garyu è scritto con i caratteri che significano "giacere, chinarsi verso il basso o ritirarsi" e "dragone". Questo kamae (guardia) viene usata nella parte finale del kata, dopo l'ultimo taglio, e durante il periodo di vigilanza usato per controllare la situazione e vedere se davvero è stata del tutto “risolta”. Si dice che rappresenti un dragone che lentamente si corica.
Si presume che in origine Hisayasu abbia sviluppato più di un centinaio di tecniche, costituendo così un sistema completo di combattimento. Dato che attualmente sono rimaste di base circa 15 kata di iai insegnati nella maggior parte dei gruppi, si è indotti a pensare che qualsiasi reale somiglianza possa essere andata perduta; ma ad una attenta osservazione, ancor meglio, conoscenza sia delle tecniche Katayama che Hoki si percepisce chiaramente in entrambe l'unica matrice filosofica e tecnica scaturita dalla mente del fondatore Hisayasu.